# Forêts sempervirentes de Corée méridionale
Localisation
Les forêts sempervirentes de Corée méridionale forment une écorégion terrestre définie par le Fonds mondial pour la nature (WWF), qui appartient au biome des forêts de feuillus et forêts mixtes tempérées de l'écozone paléarctique. Elle couvre la pointe sud de la Corée et l'île de Jeju. Contrairement au reste de la péninsule, c'est une zone soumise à un climat subtropical humide grâce à la proximité de la mer qui rend les hivers moins rigoureux et les jours de gel relativement rares. L'essentiel des précipitations tombe en été tandis que les hivers sont secs. À Yeosu, les températures moyennes mensuelles oscillent entre 2 et 26 °C pour 1413 mm de pluie et 2429 heures d'ensoleillement par an, le soleil étant particulièrement présent en hiver avec près de 200 heures de soleil mensuelles.

## Flore

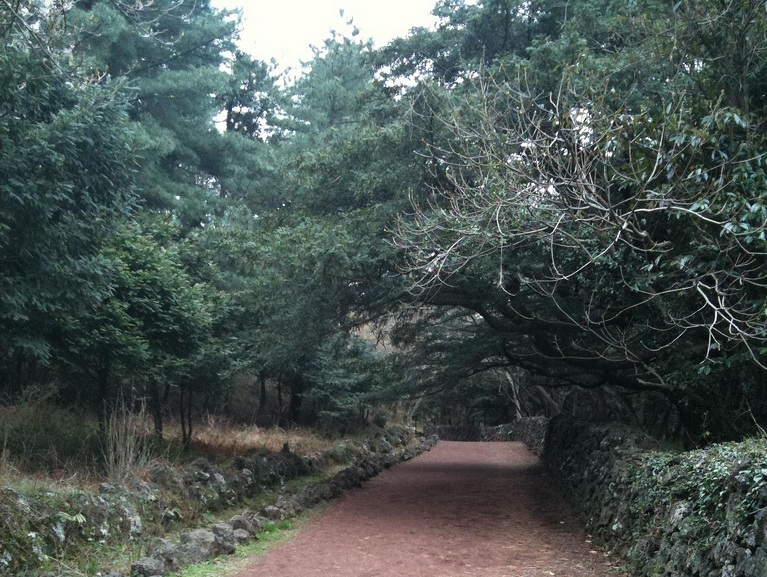
La forêt de Bijarim

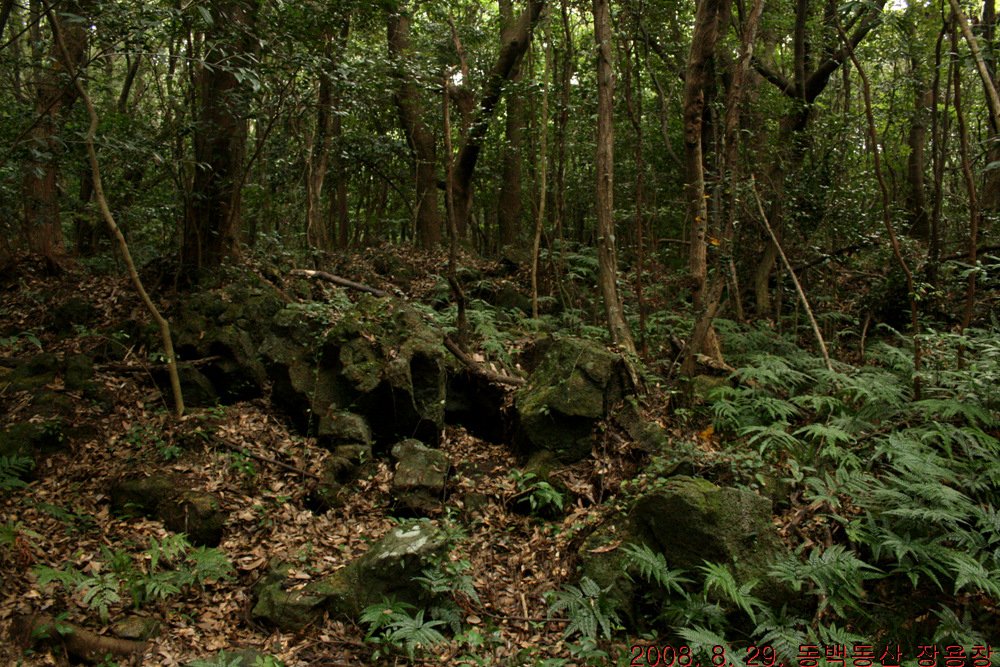
La forêt de Gotjawal

La végétation naturelle est une forêt toujours verte de type laurisylve, c'est-à-dire caractérisée par la présence de plantes dont les feuilles rappellent celles des lauracées, adaptées aux environnements pluvieux et humides. Ici, les principaux représentants sont le camphrier, le Persea thunbergii et le Neolitsea. Ils sont accompagnés par des camélias et des arbres de la famille des fagacées tels que le chêne vert du Japon, le chêne à feuille de myrsine et le Castanopsis cuspidata. Sont aussi présents le charme du Japon, le lierre, l'eurya du Japon le pittospore de Chine, la viorne odorante, l'Elaeocarpus, le Daphniphyllum macropodum et l'Ilex integra. Sur l'ile de Jeju, la forêt de Bijarim regroupe le plus grand ensemble de Torreya nucifera du monde.

## Faune

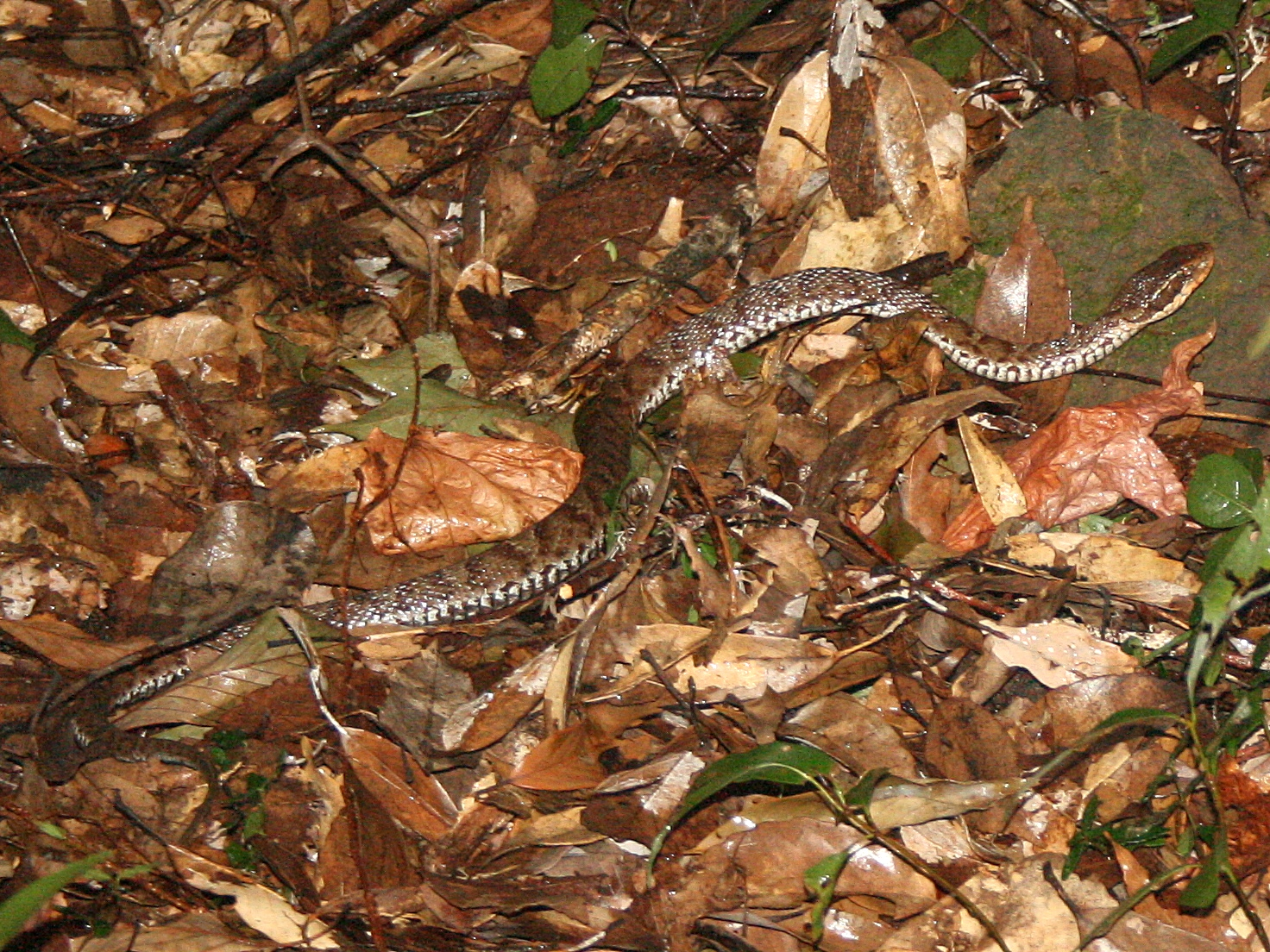
Gloydius ussuriensis dans la forêt de Gotjawal

Cette écozone compte 90 espèces d'oiseaux différentes dont le pic à ventre blanc et la brève migratrice. Les mammifères sont représentés par 37 espèces (seulement 17 à Jeju). Ce sont  le loup, le renard, le lynx, le chat-léopard, les martres du Japon et  à gorge jaune, les belettes de montagne et d'Europe, le vison de Sibérie, la loutre, le sanglier,  le blaireau, le porte-musc de Sibérie,  les cerfs sika et élaphe, le hérisson de l'Amour, le lièvre de Corée, l'écureuil roux, le hamster à longue queue, le rat des moissons, une siciste, une taupe (Mogera robusta), des musaraignes (Crocidura dsinezumi, Crocidura lasiura, Crocidura suavolens, Sorex caecutiens), des campagnols (Microtus fortis, Lasiopodomys mandarinus) et des mulots (Apodemus agrarius, Apodemus peninsulae) ainsi que des  chauves-souris (Hypsugo coreensis, Miniopterus schreibersii, Myotis frater, Pipistrellus abramus,  Plecotus auritus, Vespertilio sinensis)

## Conservation
Située dans une région très peuplée avec notamment les villes de Busan et Ulsan, la forêt a en grande partie disparu, remplacée par une agriculture intensive en particulier dans les plaines. Une protection particulière est offerte par quatre parc nationaux, ceux de Dadohaehaesang, de Hallyeohaesang, du Wolchulsan et de l'Hallasan mais aussi par la désignation en tant que monument naturel comme pour la petite ile de Mokdo.

## Écozones voisines
- Forêts décidues de Corée centrale juste au nord de cette zone
- Forêts sempervirentes du Taiheiyo sur le sud du Japon